# Euphoresia albofasciata
Euphoresia albofasciata är en skalbaggsart som beskrevs av Brenske 1901. Euphoresia albofasciata ingår i släktet Euphoresia och familjen Melolonthidae. Inga underarter finns listade i Catalogue of Life.